# Casa Barrionuevo
La Casa Barrionuevo es una casona ubicada en la plazoleta Santo Domingo en el centro histórico del Cusco, Perú.
El inmueble está ubicado en la manzana del Kusicancha en donde se cree había nacido el Inca Pachacútec, colinda con la plaza prehispánica sagrada del Intipampa. Interiormente se pueden apreciar estructuras incas como calles y canchas.
Desde 1972 el inmueble forma parte de la Zona Monumental del Cusco declarada como Monumento Histórico del Perú. Asimismo, en 1983 al ser parte del casco histórico de la ciudad del Cusco, forma parte de la zona central declarada por la UNESCO como Patrimonio Cultural de la Humanidad.
Consta de dos niveles y un patio, presenta zaguán de ingreso con arco de adobe hacia el primer patio, escaleras abiertas y de un tramo. Exteriormente encontramos 01 portón principal y 03 puertas secundarias, siendo una de ellas la bocacalle de una vía inca, en el segundo nivel se aprecian
tres balconcillos de carpintería republicana con balaustrada de madera torneada. Los dos primeros patios están configurados por cuatro crujías, el tercero  por tres. Presenta corredores en voladizo sustentados sobre cartelas y balaustrada de fierro redondo.